# Gestion intégrée des zones côtières

Stratégies d'adaptation aux changements climatiques pour diminuer les risques face à l'élévation du niveau marin pour les communautés côtières : ➀ pas de réponse ; ② protection avancée ; ③ ajustement ; ④ avancée ; ⑤ retrait ; ⑥ adaptation basée sur les écosystèmes.

La gestion intégrée des zones côtières (GIZC) est une démarche et un outil de gouvernance des territoires littoraux visant un développement durable. Elle promeut une gestion intégrée de l’espace et des ressources prenant simultanément en compte les enjeux terrestres et marins, naturels économiques et sociaux d'une zone littorale définie comme territoire cohérent de réflexion et d'action. 
Elle est née des suites du sommet de Rio (1992) et de l'approche Agenda 21. 

La Communauté européenne l'a recommandée par une série de communications, démonstrations et recommandations (2002-413-CE). 

Elle est notamment recommandée en 1971 par la convention de Ramsar et par le sommet de la terre de Johannesburg qui a fait de la gestion de l'eau une priorité mondiale pour le développement durable.
En France, la Commission environnement littoral (2002) a défini la GIZC comme « Processus dynamique, continu et itératif destiné à promouvoir le développement durable des zones côtières».

## Origine
La GIZC est un des moyens de répondre à différents problèmes induits par l'intensification et la densification croissante des activités humaines ; problèmes qui se posent de manière souvent exacerbée sur les littoraux. Ce sont par exemple et en particulier ; l'urbanisation et de la périurbanisation ; les activités portuaires ; le tourisme ; la surpêche et la surexploitation de nombreuses ressources naturelles,  la fragmentation écologique et la dégradation des milieux naturels littoraux, alors même que la menace d'une montée de la mer se fait jour, et que le littoral est plus que les autres régions touchées par la pression d'aménagements, touristiques et routiers notamment.
C'est un concept initialement développé par le monde scientifique, sur la base du constat que seule une approche systémique permettrait de prendre en compte la complexité du littoral, tant sur le plan physique (interface terre-mer) que sur le plan de la gestion et de la gouvernance (cf. multitude des fonctions, des secteurs d’activité concernés et de décideurs agissant le plus souvent sans concertation, alors que les effets de leurs décisions se superposent et interagissent).
Ce concept a acquis une reconnaissance institutionnelle au sommet de la Terre de Rio de Janeiro en 1992 avec l’"Agenda 21" qui dans son Action 17 appelle à généraliser la gestion intégrée des zones côtières. Cette notion s'inscrit donc dans le champ du développement durable.

## Principes
Une démarche de GIZC vise à permettre une approche globale d’un territoire littoral (terre et mer) en prenant en compte :
- Le contexte physique (géomorphologie, météo, marées, courants marins, etc)
- le contexte écologique et biogéographique
- Le contexte socio-économique
- Le contexte juridico-administratif

L’intégration ici recherchée concerne notamment les dimensions sectorielles (interactions entre acteurs), environnementales (approche écosystémique), géographiques et biogéographiques, ainsi que l’intégration de la gouvernance (participation de tous les acteurs concernés à la décision) qui en est une dimension essentielle.
Une GIZC concerne des échelles différentes et imbriquées. Elle se fonde donc sur la réalisation préalable d’un diagnostic intégré et partagé, identifiant - via des indicateurs - forces et faiblesses, problèmes et opportunités du territoire, au regard des enjeux cités ci-dessus. 

Aux échelles locales, une fois les enjeux et acteurs identifiés, un périmètre de projet est défini, et une structure de gouvernance est mise en place : « comité de pilotage » ou équivalent, auquel sont associés tous les acteurs intéressés : administrations (État, collectivités territoriales), acteurs socioprofessionnels, citoyens, experts en défense côtière et de gestion du trait de côte. Cette structure pilote une réflexion prospective et la définition d’un projet à long terme, ainsi que les indicateurs destinés à permettre le suivi des actions et l’évaluation. 

Enfin, un « plan d’action » établit et prévoit d'évaluer des actions publiques, sectorielles cohérentes, confiées aux différents acteurs). 

Un observatoire permet à tous les acteurs concernés de suivre l’avancement des actions décidées collectivement, ainsi que l’état de la zone concernée (sur le plan environnemental, économique et social) ; il produit les indicateurs nécessaires au suivi du projet, qui est périodiquement évalué par le comité de pilotage.
L’objectif final d'une GIZC est de construire des structures et des instruments de régulation permettant de garantir ou restaurer les équilibres entre activités humaines et ressources humaines et naturelles, afin notamment de ne pas surexploiter les ressources pas, peu, difficilement, lentement ou coûteusement renouvelables, halieutiques et touristiques en particulier, dans un but général de soutenabilité du développement.

## Mise en œuvre dans le monde
Ce concept n'apparait qu'au début des années 1980, mais a suscité dans le monde « la publication de dizaines d’ouvrages de doctrine et de « bonnes pratiques » (guidelines) et fait l’objet de plusieurs conférences internationales annuelles qui rassemblent des milliers de participants ». Il est rapidement devenu une « référence pour la prise en charge des problèmes environnementaux du littoral au plan international, et c’est autour de ces guidelines (voir en particulier Cicin-Sain et Knecht, 1998), des discours et des dispositifs qu’elles promeuvent que s’organisent l’action publique internationale, les financements internationaux et, in fine, l’action publique nationale de nombreux pays pour la gestion de leur littoral, ».

## Mise en œuvre en Europe
L’Union européenne a publié en 1999 un programme de démonstration pour l'aménagement intégré des zones côtières (AIZC) incluant des principes généraux de bonne gestion des zones côtières en Europe, une méthodologie, des options politiques en matière de stratégie européenne d’AIZC. 

L'UE a réalisé de 1996 à 1999 une évaluation de ses GIZC, à travers l’étude de divers programmes et projets dans l'UE, aboutissant à une Recommandation du Parlement européen et du Conseil du 30 mai 2002, qui incite les États membres à développer des stratégies pour mettre en œuvre cette approche sur leur littoral ; recommandation dont la mise en œuvre est suivie par la DG Environnement.

Le livre vert (2006) pour une politique maritime européenne a confirmé la volonté de l’UE de généraliser cette approche, qui devrait trouver à être confortée par la Directive cadre Stratégie pour le milieu marin du 17 juin 2008 (2008/56/CE)

### Mise en œuvre en France
Elle date en France de 2004 (décision du Comité interministériel pour l'aménagement et le développement du territoire du 14 septembre 2004 suivie d'un appel a projet de la DATAR (devenue DIACT puis redevenue DATAR en 2010]) et du Secrétariat général de la Mer le 11 janvier 2005). Parmi les 49 candidatures (de collectivités, divers acteurs économiques, du Conservatoire du littoral et des rivages lacustres et d'Instituts de recherche), 25 projets ont été retenus et soutenus pour mise en œuvre d'une GIZC, sous le pilotage des collectivités territoriales. 

La région Bretagne a cadré son approche par une « Charte des espaces côtiers breton » (initiative volontaire construite dans un esprit de concertation, adoptée  en décembre 2007, portée par la vice-présidente de Région Janick Moriceau) pour notamment lutter contre l'inflation et la spéculation immobilière et les pressions foncières qui rendent le littoral de moins en moins accessible, financièrement, pour les jeunes voulant travailler ou habiter sur le littoral.
Formations : Un master professionnel « Gestion intégrée des écosystèmes marins et côtiers » a été créé par l'Université du littoral (ULCO) et l'USTL (Lille), et un Master 2 professionnel « Développement durable, conflits d'usage et GIZC » enseigné à l'IGARUN (Nantes, faculté de géographie). Un master recherche a quant à lui été mis en place à l'université de Corse en appui sur l'UMR 6134 "Écosystèmes littoraux" du CNRS.
Perspectives d'évolution ; Une des propositions du Grenelle de la mer datée de juin 2009 est « Passons de la gestion intégrée de la zone côtière, GIZC, à la « gestion intégrée de la mer et du littoral » (GIML). Les démarches de GIZC conduites depuis plusieurs années ont permis indéniablement aux acteurs de réaliser l’intérêt d’une gestion intégrée des usages sur la bande côtière. Cette notion liée à la bande côtière appelle désormais à s’élargir à une échelle allant du haut du bassin versant, jusqu’au large en mer. Veillons à l’articulation de la gestion intégrée de la mer et du littoral avec les différentes démarches : les contrats de baie, l’axe 4 du fonds européen pour la pêche (FEP) et la GIZC ». Le Grenelle de la mer a aussi proposé d'évaluation les démarches GIZC entamées au moyen des indicateurs de GIZC du programme européens DEDUCE, de nouveaux indicateurs « permettant de préparer les acteurs à la gestion intégrée
de la mer et du littoral », ou d'indicateurs tels que bilan carbone, empreinte écologique à adapter au contexte littoral et marin. 

À la suite notamment du Grenelle de la mer, un guide de la gestion du trait de côte a été rédigé par le ministère chargé de l'écologie et publié en 2010 pour faciliter l'aide et la décision, via une méthodologie de choix et mise en œuvre d'options de gestion du trait de côte, et une description des techniques de défense contre la mer (et de leurs limites). Il s'inscrit dans un projet de stratégie nationale de gestion du trait de côte, intégrant un recul stratégique et une défense contre la mer prenant en compte le changement climatique.

## GIZC et traités internationaux
Depuis 1992, le concept de GIZC est peu à peu repris par les grandes instances internationales, dont le sommet de la terre de Johannesburg.
La convention de Ramsar a produit un guide déclinant les « principes et lignes directrices pour inscrire les questions relatives aux zones humides dans la gestion intégrée des zones côtières (GIZC) », visant à « aider les Parties à faire en sorte que le rôle, les valeurs et les fonctions des zones humides côtières soient bien pris en compte par tous ceux qui sont responsables de l’élaboration et de la mise en œuvre de la gestion intégrée des zones côtières dans leur pays ».
La convention de Barcelone sur la protection de l'environnement marin de la Méditerranée a adopté en 2008 un protocole spécifique de GIZC qui a vocation à s'appliquer à l'ensemble des pays riverains de la Méditerranée. Il est entré en vigueur en 2011, à l'issue de sa ratification par six parties à la convention. La prochaine étape est l'adoption d'une feuille de route pour la mise en œuvre du protocole, qui sera discutée lors de la prochaine conférence des Parties à la convention de Barcelone  (Paris, 8-10 février 2012).